# Blue Water Bridge
De Blue Water Bridge is een brug met dubbele overspanning over de St. Clair River en een internationale grensovergang tussen de Verenigde Staten en Canada.
Op de plaats waar Lake Huron (Huronmeer) uitstroomt in de St. Clair River ligt zowel aan Amerikaanse als aan Canadese zijde een stadje, het Canadese Sarnia in de provincie Ontario en het kleinere Amerikaanse Port Huron in de staat Michigan. Deze tweelingsteden worden met elkaar verbonden door de Blue Water Bridge.
De brug is het noordelijke eindpunt van de Interstate 69 en de Interstate 94. In mei 2019 bedroeg het tolgeld 3,00 Amerikaanse dollar of 4,00 Canadese dollar, tarieven die golden sinds 1 oktober 2018. De bruggen worden beheerd door de Federal Bridge Corporation, een Canadees staatsbedrijf en het Michigan Department of Transportation.
De bruggen zijn onderdeel van een van de kortste en meest gebruikte routes tussen Chicago en Midwestern United States enerzijds en Toronto en de Northeastern United States anderzijds. Gemeten naar handelsvolume zijn de Blue Water Bridges de op een na drukste internationale grensovergang in Noord-Amerika, enkel voorafgegaan hierin door de Ambassador Bridge over de Detroit tussen Detroit, Michigan en Windsor, Ontario.
De grensovergang is dag en nacht geopend en wordt bewaakt door de US Customs and Border Protection en de Canada Border Services Agency.

## Galerij

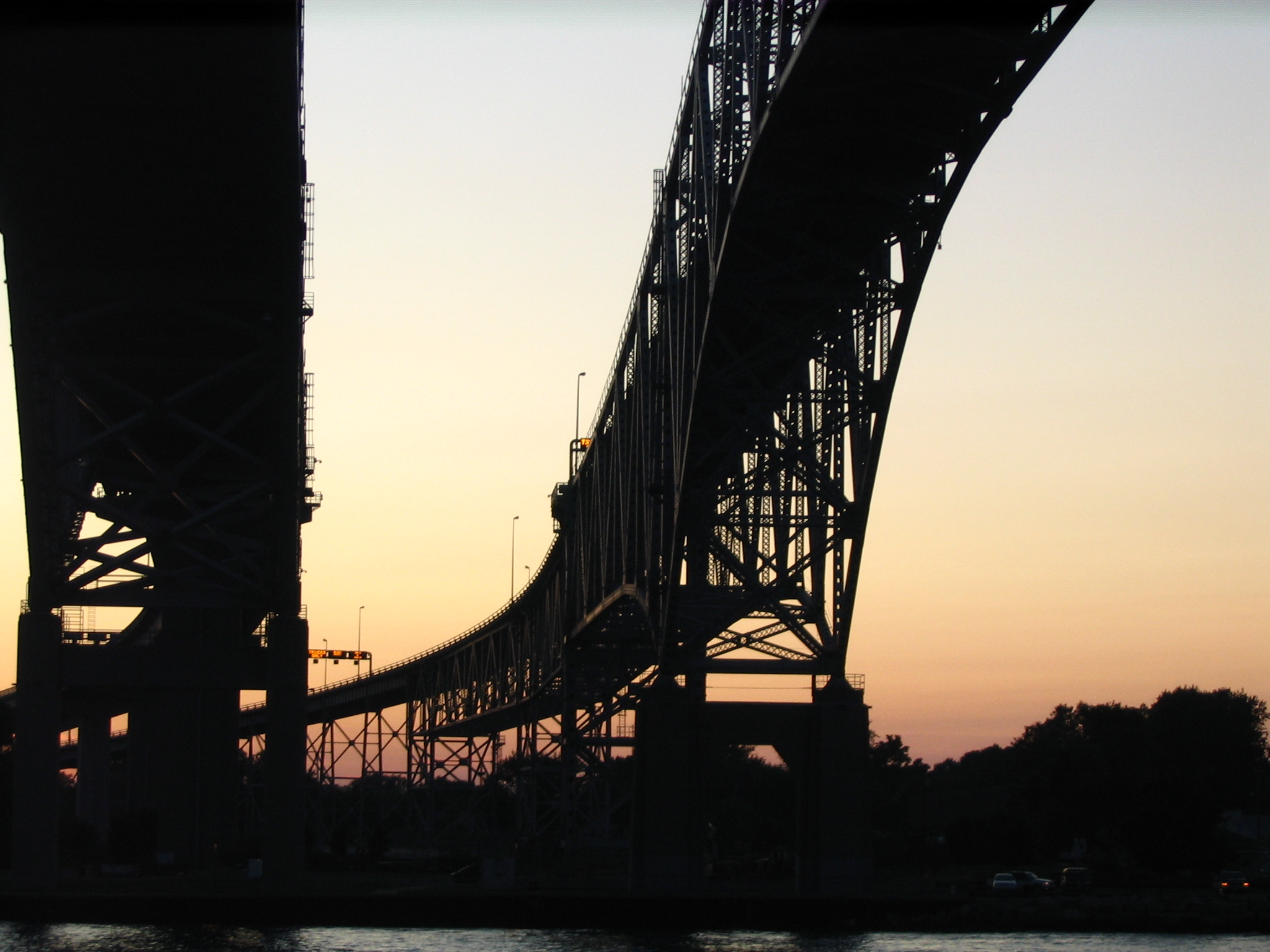
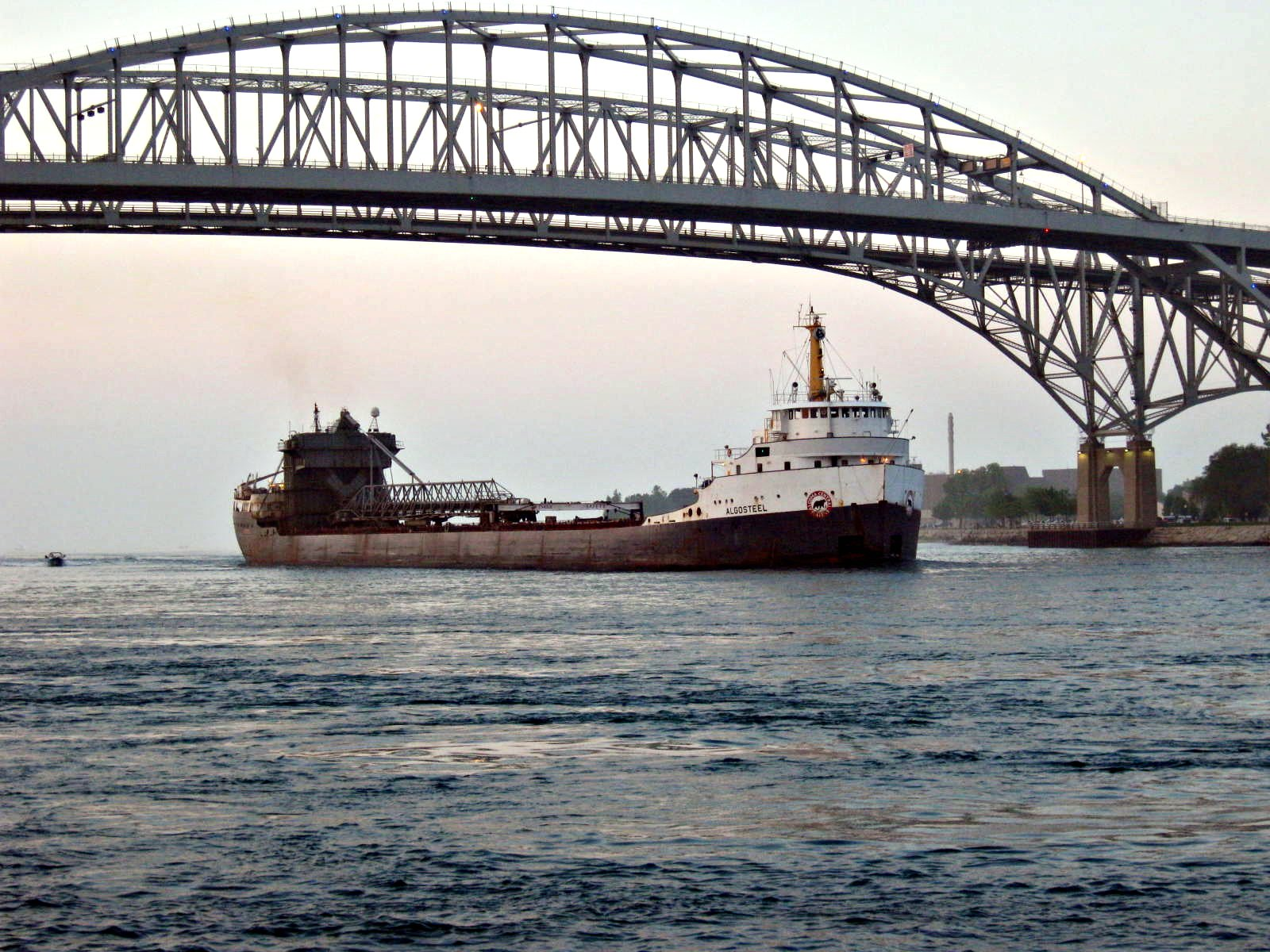
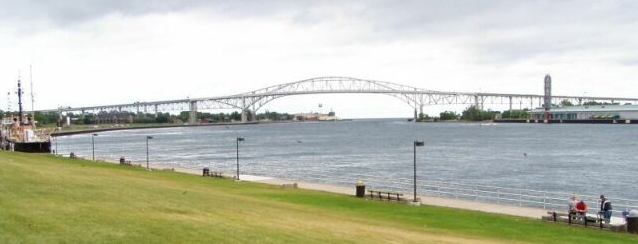
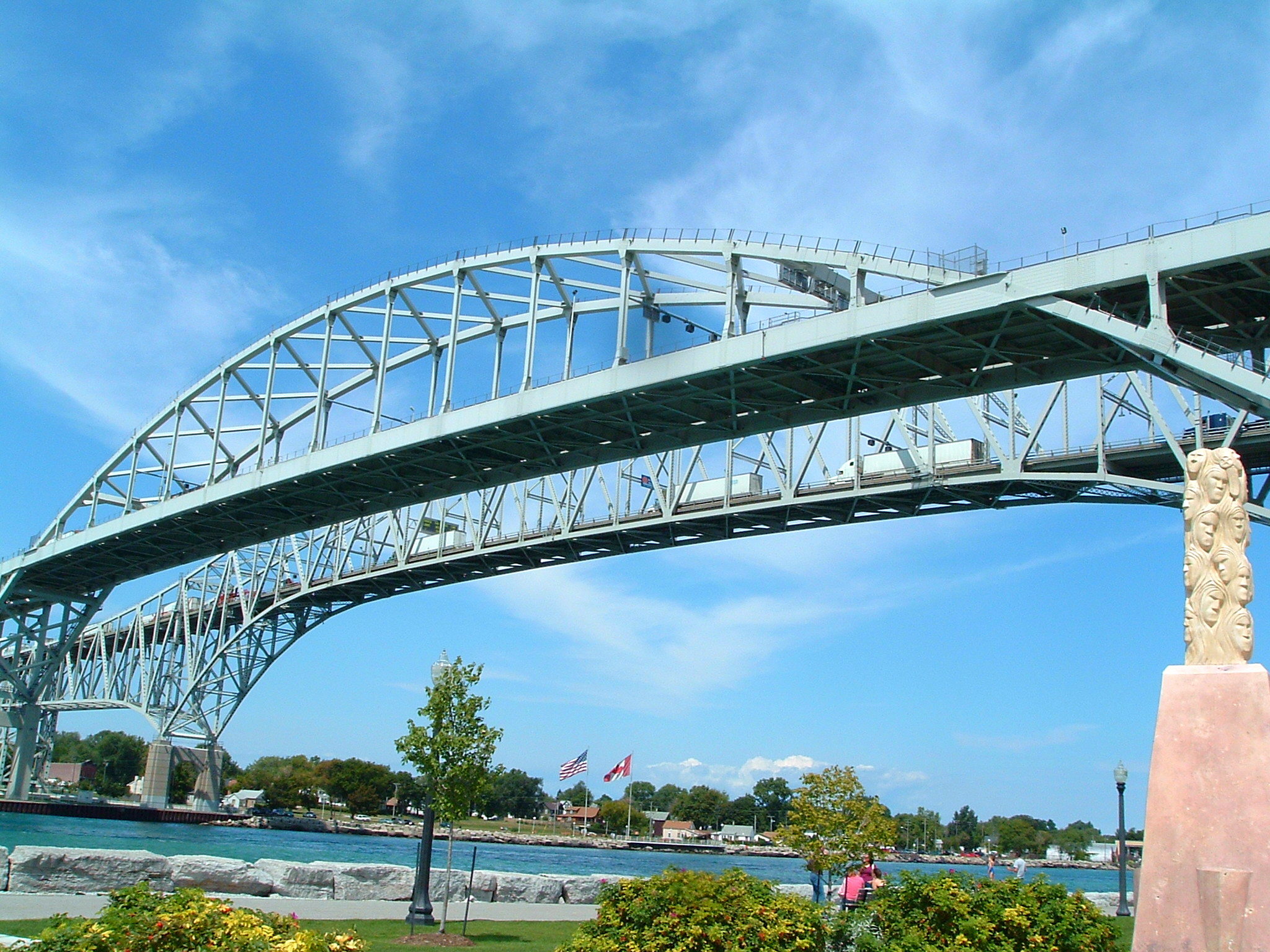
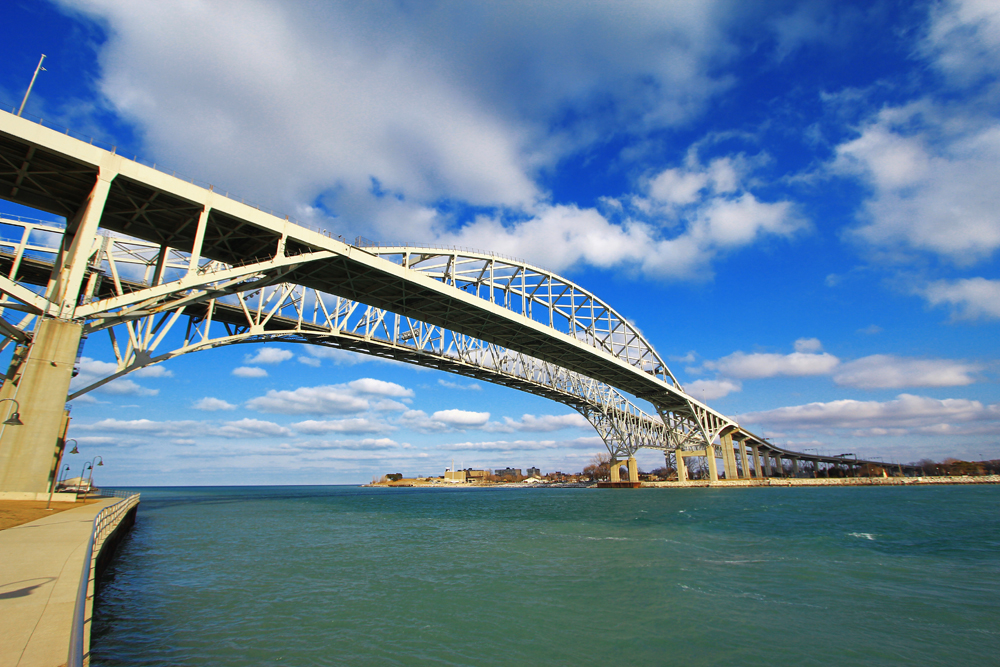
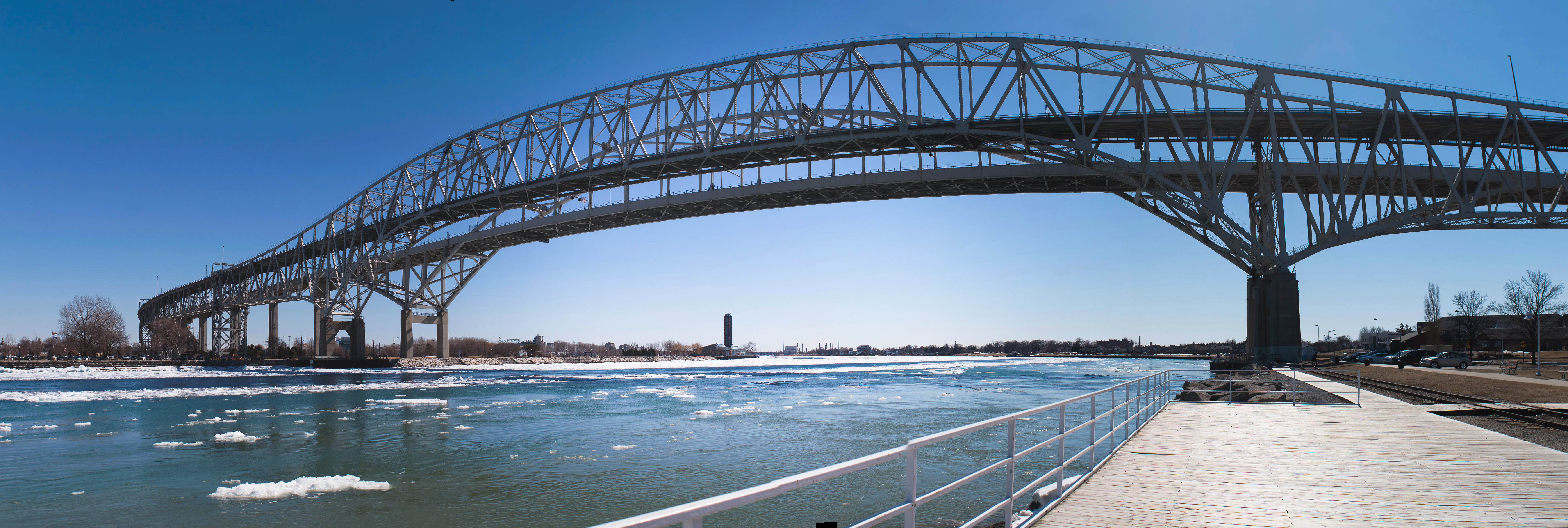